# Кампана (провінція Козенца)
Кампана (італ. Campana, сиц. Campana) — муніципалітет в Італії, у регіоні Калабрія, провінція Козенца.
Кампана розташована на відстані близько 460 км на південний схід від Рима, 65 км на північ від Катандзаро, 55 км на схід від Козенци.
Населення — 1849 осіб (2014).
Щорічний фестиваль відбувається 3 серпня. Покровитель — San Domenico di Guzmán.

## Демографія
Населення за роками:

Станом на 1 січня 2023 року в муніципалітеті офіційно проживало 36 іноземців з 8 країн, серед них 32 громадяни країн Євросоюзу.

## Сусідні муніципалітети
- Боккільєро
- Мандаториччо
- Паллагоріо
- П'єтрапаола
- Савеллі
- Скала-Коелі
- Умбріатіко
- Верцино